# Лемуан, Сирил
Сирил Лемуан (фр. Cyril Lemoine); (род. 3 марта 1983, Тур) — французский профессиональный шоссейный велогонщик, выступающий за команду мирового тура «Cofidis».

## Достижения
2003
3-й Paris–Mantes-en-Yvelines
2004
2-й Букль де ля Майен — Генеральная классификация
2006
8-й Тур Люксембурга — Генеральная классификация
1-й  — Молодёжная классификация
2009
3-й Четыре дня Дюнкерка — Генеральная классификация
3-й Гран-при Зоттегема
4-й Шатору Классик де л’Эндр
5-й Критериум Интернациональ — Генеральная классификация
2010
7-й Тро-Бро Леон
10-й Тур Бельгии — Генеральная классификация
2011
9-й Гран-при Фурми
10-й Три дня Де-Панне — Генеральная классификация
10-й Париж — Брюссель
2012
5-й Париж — Коррез — Генеральная классификация
7-й Circuit de Lorraine — Генеральная классификация
7-й Шатору Классик де л’Эндр
8-й Букль де ля Майен — Генеральная классификация
1-й  — Очковая классификация
2013
5-й Ля Ру Туранжель
6-й Тро-Бро Леон
9-й Париж — Бурж
2014
3-й Тур Пуату — Шаранты — Генеральная классификация
6-й Тур Бельгии — Генеральная классификация
10-й Париж — Бурж
 Лидер в горной классификации на Тур де Франс после этапов 2 — 7
2017
7-й Дварс дор Фландерен
2019
10-й Примус Классик

## Статистика выступлений

### Гранд-туры
| Гранд-тур                 | 2006 | 2007 | 2008 | 2009 | 2010 | 2011 | 2012 | 2013 | 2014 | 2015 | 2016 | 2017 |
| ------------------------- | ---- | ---- | ---- | ---- | ---- | ---- | ---- | ---- | ---- | ---- | ---- | ---- |
| Джиро д’Италия            | —    | —    | —    | —    | —    | —    | —    | —    | —    | —    | —    | —    |
| Тур де Франс              | —    | —    | —    | 144  | —    | —    | 136  | 112  | 110  | —    | 137  | 128  |
| (c 2010 ) Вуэльта Испании | 134  | —    | 100  | —    | —    | —    | —    | —    | —    | 61   | —    | —    |

| —  | Не участвовал  |
| НФ | Не финишировал |